# 斜纹心蛤
斜纹心蛤（学名：Cardita leana），又名灰算盤蛤，是算盘蛤科算盘蛤属的一种。這個物種的學名是由Dunker於1860年首次發表的。

## 分佈
本物種分佈於韩国、日本、中国大陆浙江省的魚山、南麂及福建省的廈門、台湾的宜蘭縣、澎湖、綠島、恆春半島及香港。常栖息在潮间带。